# Governatorato di Podolia
Il governatorato di Podolia (in ucraino Подільська губернія?, Podils'ka guberniya; in russo Подольская губерния?, Podol'skaya guberniya) fu una entità amministrativa dell'Impero russo e successivamente dell'Ucraina. Fu creato dopo la seconda spartizione della Polonia nel 1793, e fu poi soppressa nel 1925. La sua capitale fu Kam"janec'-Podil's'kyj (1793-1914), in seguito fu Vinnycja (1914-1925).